# Barencey
Marcel Léon Louis Marie Fitsch dit Marcel Barencey ou Barencey, né le 4 janvier 1893 à Vesoul (Haute-Saône) et mort le 23 juin 1971 à Saint-Maur-des-Fossés (Val-de-Marne), est un acteur et parolier français. 

## Biographie
Marcel Fitsch est né au n°4 rue Saint-Georges à Vesoul.
Marcel Barencey était marié à la comédienne Odette Barencey.

## Théâtre
- 1925 : On n'peut pas lui résister !, opérette de Marcel Barencey et Strit, musique d'Edouard Jouve, au théâtre Comœdia[3],[4].

## Filmographie
- 1926 : Mathusalem de Jean Painlevé - court métrage -
- 1927 : Le Mariage de Mademoiselle Beulemans de Julien Duvivier
- 1930 : L'Enfant de l'amour de Marcel L'Herbier
- 1931 : Le Costaud des P.T.T de Jean Bertin et Rudolph Maté
- 1931 : Je serai seule après minuit de Jacques de Baroncelli
- 1931 : Midi à quatorze heures de André Chotin - moyen métrage -
- 1931 : Une brune piquante de Serge de Poligny - court métrage -
- 1931 : Service de nuit d'Henri Fescourt
- 1932 : Les As du turf de Serge de Poligny
- 1932 : Clochard de Robert Péguy
- 1932 : Léon... tout court de Joe Francis
- 1932 : Monsieur Albert de Karl Anton
- 1932 : L'Agence O'Kay de André Chotin - court métrage -
- 1932 : Allo police de Robert Péguy - court métrage -
- 1932 : Histoires de rire de Jean Boyer (court métrage) dans le sketch : Gratte-ciel
- 1933 : Feu Toupinel de Roger Capellani
- 1933 : Incognito de Kurt Gerron
- 1933 : Matricule 33 de Karl Anton
- 1933 : Jacqueline fait du cinéma de Jacques Deyrmon (court métrage)
- 1933 : Mission secrète de Jean-Louis Bouquet - moyen métrage -
- 1934 : Adémaï aviateur de Jean Tarride
- 1934 : Le Chéri de sa concierge de Guarino-Glavany
- 1934 : Liliom de Fritz Lang
- 1934 : Minuit, place Pigalle de Roger Richebé
- 1934 : Lequel des deux ? de Pierre Lequin - court métrage -
- 1934 : Un bout d'essai de Walter Kapps et Émile Georges de Meyst (court métrage)
- 1934 : Cessez le feu de Jacques de Baroncelli
- 1935 : La Coqueluche de ces dames de Gabriel Rosca
- 1935 : Le Diable en bouteille de Heinz Hilpert et Reinhart Steinbicker
- 1935 : Marius et Olive à Paris de Jean Epstein
- 1937 : La Tragédie impériale ou Raspoutine de Marcel L'Herbier
- 1938 : Éducation de prince d'Alexandre Esway